# Karl Wilhelm Reinmuth
Karl Wilhelm Reinmuth (Kohlhof, nabij Heidelberg, 4 april 1892 – Heidelberg, 6 mei 1979) was een Duits astronoom. Hij verwierf vooral bekendheid als ontdekker van nieuwe planetoïden. In totaal ontdekte hij er 395, beginnend met de 796 Sarita in 1914.
Reinmuth werkte van 1912 tot 1957 aan de sterrenwacht Landessternwarte Heidelberg-Königstuhl, nabij Heidelberg. Zijn bekendste ontdekkingen zijn de 1322 Coppernicus, de Apollo-planetoïden 1862 Apollo en 69230 Hermes, de Trojaanse planetoïden 911 Agamemnon, 1143 Odysseus, 1172 Äneas, 1173 Anchises, 1208 Troilus, 1404 Ajax, 1437 Diomedes, 1719 Jens en 1749 Telamon.
Behalve planetoïden ontdekte Reinmuth ook twee kometen, te weten de periodieke kometen 30P/Reinmuth en 44P/Reinmuth.
Planetoïde 1111 Reinmuthia, een van zijn ontdekkingen, is naar hem vernoemd.

## Werken
- The Herschel nebulas, De Gruyter, Berlin 1926
- Catalog of 6.500 exact photographic positions of small planets, brown, Karlsruhe 1953